# Шахи (Люблінське воєводство)
Шахи (пол. Szachy) — село в Польщі, у гміні Дрелів Більського повіту Люблінського воєводства.
Населення — 372 особи (2011).
У 1975-1998 роках село належало до Білопідляського воєводства.

## Демографія
Демографічна структура станом на 31 березня 2011 року:
|          | Загалом | Допрацездатний вік | Працездатний вік | Постпрацездатний вік |
| -------- | ------- | ------------------ | ---------------- | -------------------- |
| Чоловіки | 179     | 44                 | 122              | 13                   |
| Жінки    | 193     | 59                 | 104              | 30                   |
| Разом    | 372     | 103                | 226              | 43                   |